# 윌리엄 페일리

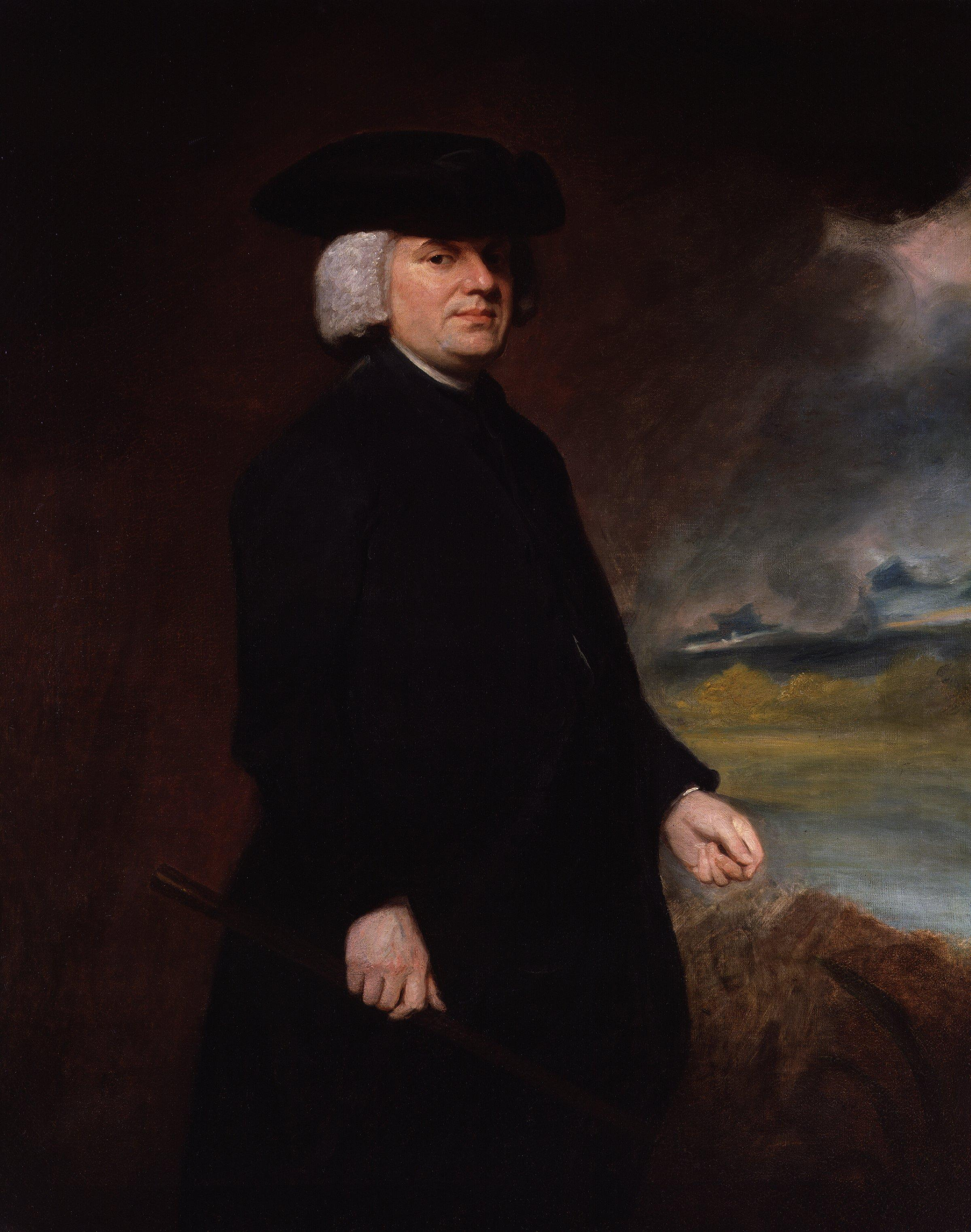
윌리엄 페일리

윌리엄 페일리(William Paley, 1743년 7월 – 1805년 5월 25일)는 잉글랜드의 성공회 신부이며, 기독교 옹호론자, 공리주의 철학자였다. 그는 신의 존재에 대한 목적론적 논쟁을 해설한 그의 작품 《자연신학》(Natural Theology or Evidences of the Existence and Attributes of the Deity, 1802년)으로 유명하다. 이것은 시계를 제조하는 시계공 유추를 사용했다.

## 생애
잉글랜드 피터버러에서 태어났다. 페일리는 그의 아버지가 학장으로 있던 기글스윅 스쿨에서 교육을 받았으며, 케임브리지 대학교 크라이스 칼리지에서 교육을 받았다. 1763년 시니어 랭글러로 졸업을 하고, 1776년과 1768년에는 그의 학교에서 튜터가 되었다. 그는 윤리철학 개설과목에서 새뮤얼 클러크와 조셉 버틀러 그리고 존 로크에 대해 강의를 했다. 그리고 이것은 결과적으로 윤리와 정치철학에 대한 토대를 형성하게 된다.

## 지적 설계 이론
페일리가 지은 《자연신학》에 따르면, 시계가 무엇인지 모르고 시계를 처음 보는 사람이라도 일단 시계를 한 번 보면 누구나 그 시계가 저절로 만들어진 것이 아니라 지능을 가진 그 누군가가 시계를 만들었음을 짐작할 수 있다. 시계와 마찬가지로 신이 창조한 우주는 아주 복잡한 과학적 원리와 법칙에 따라 움직이고, 우주에서 일어나는 모든 현상은 시계의 침들이 움직이는 것처럼 정교하게 일어난다. 그렇기 때문에 우주는 저절로 만들어진 것이 아니라 누군가 지적인 존재가 창조한 것이고, 그 창조주는 바로 기독교에서 말하는 야훼(여호와)이다. 이것이 바로 지적 설계 이론이다. 찰스 다윈이 과학으로서의 진화이론을 발표했을 때, 사회적으로 진화라는 원리를 사회를 설명하려는 것(진화주의)으로 확장이 되었고, 철학적 지적 설계 이론을 지지하는 자들은 창조론을 두둔하여 이런 사고에 반발했으나, 생물학적 진화론까지 공격하는 문제점을 낳게 되었다. 철학으로서의 지적 설계 이론은 또한 무신론, 이신론, 범신론, 불가지론, 악신론 등으로부터 정통 기독교와 성경 교리를 옹호하는 역할을 하였지만, 이후 마이클 베히 등의 유사과학적 설명과 통일교에 의해 변질되어 생물학적 진화를 공격하는 잘못된 용도로 사용되기도 하였다.

## 같이 보기
- 유신진화론
- 미신
- 창조과학
- 유사과학
- 축자영감설
- 성서비평학
- 이중저작설
- 진화학
- 창조주의에 대한 반론
- 시계공 유추
- 창조주의